# Tradicijska okućnica (Samobor)
Tradicijska okućnica (Samobor), građevina u mjestu Golubići, koje je u sastavu grada Samobora, zaštićeno kulturno dobro.

## Opis
Tradicijska okućnica formirana je uz seosku prometnicu u manjoj skupini stambenih i gospodarskih zgrada, a sastoji se od kuće, svinjca, staje i drvarnice. Kuća, drvena prizemnica sa zidanim poluukopanim podrumom, građena je 1925. godine i izvedena je na izrazito kosom terenu. Na istočnom zabatu između dva manja prozora u vrijeme gradnje aplicirana je nevelika daska na kojoj je upisano: „ZGRADIL“, a ispod toga „P.L.G. 1925“. Unutrašnjost kuće je četveroprostorna: ulazni prostor („veža“), kuhinja („kuhnja“), najveća prostorija („kuća“) i spavaća soba („kambra“). U „kući“ je očuvana velika zidana peć s ložištem u kuhinji.

## Zaštita
Pod oznakom Z-5510 zaveden je kao nepokretno kulturno dobro - pojedinačno, pravna statusa zaštićena kulturnog dobra, klasificirano kao "sakralna graditeljska baština".